# Onthophagus hirtus
Onthophagus hirtus är en skalbaggsart som beskrevs av Johann Karl Wilhelm Illiger 1803. Onthophagus hirtus ingår i släktet Onthophagus och familjen bladhorningar. Inga underarter finns listade i Catalogue of Life.